# Даејра
Даејра је у грчкој митологији била нимфа.

## Митологија
Њено име значи „она која зна“ или „учитељица“ и представљала је божанство повезано са елеусинским мистеријама, јер је указивала на преношење тајних знања. Према Паусанији, била је Океанида из Елеусине у Атици и са Хермесом је имала сина Елеусида, епонимног хероја њеног града. Можда је била и Најада са познатог извора тог града, Халихора, где је Деметра застала да се одмори пре уласка у Елеусину. Идентификовали су је са Деметром, али и њеном кћерком Персефоном, као и Хером и Афродитом. Такође су је идентификовали са елеусинском Хекатом, објашњавајући је као пратиљу хтонског Хермеса, „водича“ ка смрти.